# Baška (Kroatië)
Baška (Italiaans: Bescanuova; Duits: Weschke) is een dorp en een gemeente in Kroatië. Het ligt op het eiland Krk, in de provincie Primorje-Gorski Kotar. Baska heeft veel culturele bezienswaardigheden, zoals de kerk van St. Johannes de Doper, de Onze-Lieve-Vrouwekerk van Gorica, de kapel van St. Johannes de Doper Marko, de St. Luciakerk in Jurandvor, een etnografisch museum, en de mrgari,  stapelmuren in bloemvorm, waartussen vanouds schapen bijeengebracht worden.

## Algemeen
Het is de bekendste stad van het eiland Krk en behoort tot de top 10 van toeristische plaatsen aan de Adriatische kust. Baška ligt aan een baai en wordt omringd door wijngaarden en olijfbomen. Op de achtergrond liggen de bergen van de Velibit.

## Cultuur
Baška is bekend om het tablet van Baška, een steen met een oude tekst uit ca. 1100, die als de oudste Kroatische tekst wordt beschouwd. Het origineel bevindt zich in Zagreb, maar in de St. Luciakerk in Jurandvor, waar het tablet in 1851 werd gevonden, bevindt zich een reproductie.
In Baška zijn ook overblijfselen van oude Romeinse nederzettingen en oude religieuze kunstwerken te vinden.

## Windsurfen
Met haar sterke wind (de bura, meer dan 30 knopen ) is Baska en omgeving geschikt voor de gevorderde windsurfer. Het water is moeilijk te bereiken wanneer er een sterke bura is vanwege de grote gevaarlijke gebroken golven. In de buurt van het strand ligt de Banculuka (naturistencamping).

## Stranden

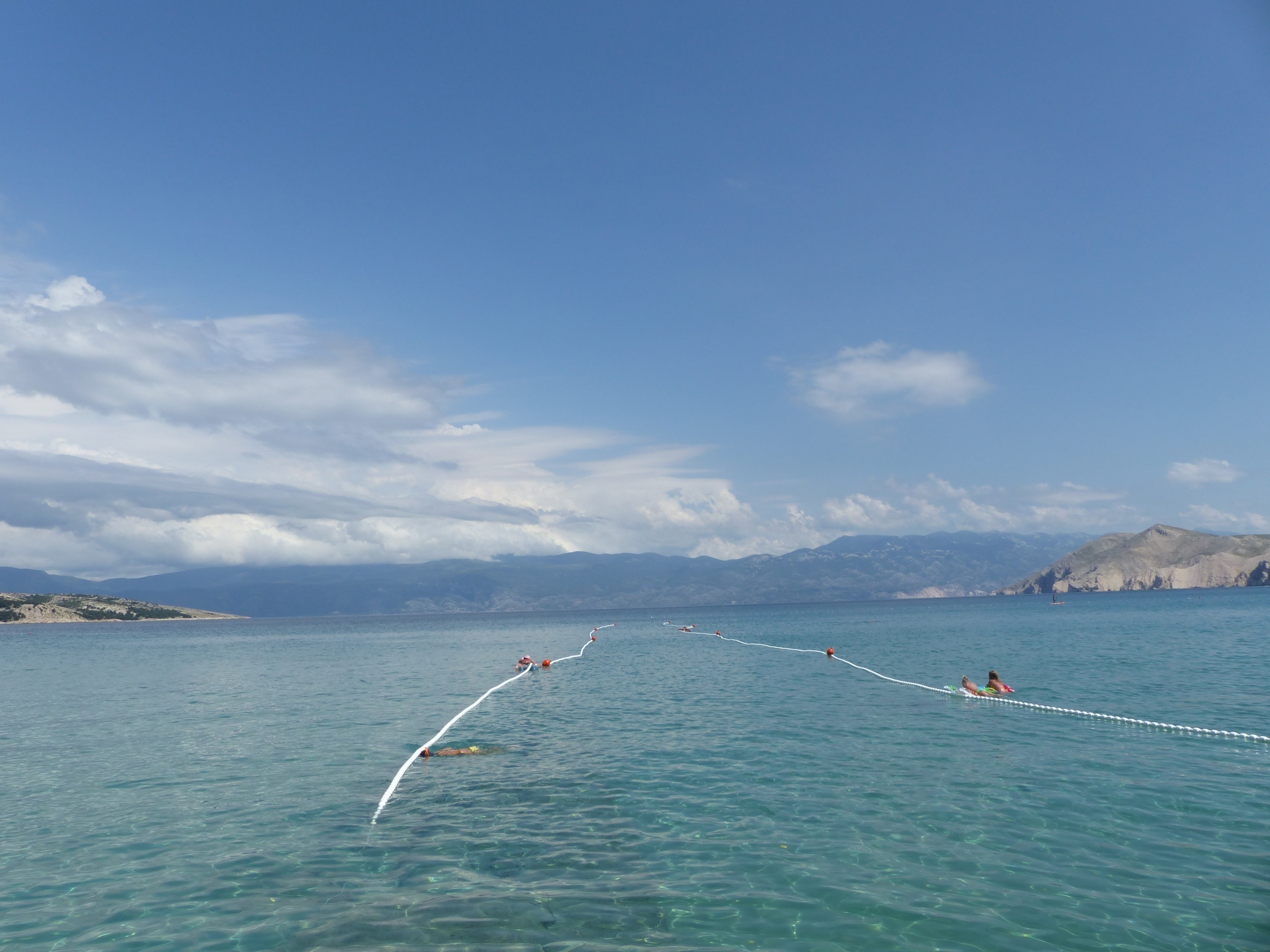
Strand van Baska

Een van de mooiste stranden van de Kvarnerbaai is het grote strand van Baska (Vela Plaza), het 1800 meter lange keienstrand, welke te midden van de stad ligt, waar ook winkels, restaurants en bars aan liggen. Dit grote strand is ideaal voor kinderen en niet-zwemmers. Het grote strand heeft ook sinds 1999 het Europees keurmerk de "Blue flag".
Er bevinden zich meer dan 30 stranden in de omgeving, welke voor zwemmers van alle leeftijden geschikt is. Enkele stranden zijn alleen te voet of met de boot bereikbaar.

## Galerij

Panorama van Baška

Steden (gradovi): Rijeka · Bakar · Cres · Crikvenica · Čabar · Delnice · Kastav · Kraljevica · Krk · Mali Lošinj · Novi Vinodolski · Opatija · Rab · Vrbovsko

Gemeenten (općine): Baška · Brod Moravice · Čavle · Dobrinj · Fužine · Jelenje · Klana · Kostrena · Lokve · Lopar · Lovran · Malinska-Dubašnica · Matulji · Mošćenička Draga · Mrkopalj · Omišalj · Punat · Ravna Gora · Skrad · Vinodolska · Viškovo · Vrbnik